# Limonia indigena
Limonia indigena là một loài ruồi trong họ Limoniidae. Chúng phân bố ở miền Tân bắc.

## Phân loài
- Limonia indigena indigena
- Limonia indigena jacksoni
- Limonia indigena loloensis